# القبة السماوية (بلجيكا)
القبة السماوية هي المرصد الملكي البلجيكي وهو جزء من مؤسسات مكتب السياسة الفيدرالية البلجيكية.
تبلغ قبة القبة السماوية 23 متر حيث يتم رصد الشمس والقمر والكواكب ودرب التبانة وأكثر من 8500 نجمة حيث يتكون من 119 جهاز عرض.